# I Get Lonely
Singles de Janet Jackson featuring Blackstreet
Together Again
(1997) Go Deep
(1998)
I Get Lonely est une chanson de Janet Jackson extraite de son sixième album studio, The Velvet Rope (1997). Sortie en tant que troisième single en mai 1998, elle a atteint le top 5 au Billboard Hot 100. Il s'agit du douzième single de Janet Jackson à atteindre ce classement.

## Genèse
Après être partie en tournée pendant deux ans en 1995 et jusqu'à la sortie de son sixième album studio The Velvet Rope (1997), Janet Jackson se trouve dans une période de dépression. Elle révèle lors d'une interview pour Oprah Winfrey : « Il y a eu des périodes où je pleurais tous les jours ». Ce sentiment se retrouve dans les paroles de I Get Lonely. Jackson dit : « I Get Lonely m'emmène dans un endroit de perte - ayant perdu un amoureux, voulant que l'amoureux revienne, et rêvant de la période où ce rêve était satisfait. L'ambiance est aigre-douce ». Cependant, la version sortie en single est un remix avec le groupe Blackstreet. Jackson contacte Teddy Riley pour travailler sur I Get Lonely. Jackson explique : « Il a dit : « Nous allons faire ensemble un remix, quelque chose » [...] et nous avons parlé de l'album suivant. Puis j'ai dit : « OK, commençons au moins avec un remix ». Et c'est ce que nous avons fait avec I Get Lonely ». Elle poursuit : « Il m'appelait chaque jour avec de nouvelles idées [...] et je disais : « OK, c'est cool. Ajoute-le et partons à partir de ça ». Donc il en rajoutait un peu puis m'appelait pour me la jouer et c'était fun ».

## Accueil
J. D. Considine de The Sun dit : « Après tout, combien de chanteurs pourraient mettre autant de passion dans la sentimentale I Get Lonely ». Michael Paskevich de Las Vegas Review-Journal trouve la chanson mélancolique. Danyel Smith de Vibe dit : « I Get Lonely est une gigantesque chanson vocale qui vous emmène dans le récent In My Bed de Dru Hill remixé par Jermaine Dupri ». Il poursuit : « C'est comme s'il y avait 40 Janet dans le refrain, elle s'harmonise avec elle-même comme si elle était les pépins. Beurre de cacahuète. C'est là qu'elle gagne ». La chanson est nommée lors de la 41e cérémonie des Grammy Awards dans la catégorie « Meilleure performance vocale R&B féminine ». Cependant, elle perd face à Doo Wop (That Thing) de Lauryn Hill.
Aux États-Unis, I Get Lonely débute troisième dans le Billboard Hot 100 lors de la semaine du 23 mai 1998 avec 144 000 ventes écoulées. Il s'agit de la meilleure entrée de Jackson dans le hit-parade,. Elle devient ainsi le 18e top 10 consécutif de la chanteuse, un exploit que seuls les Beatles et Elvis Presley ont réalisé. La chanson est numéro un du Hot R&B/Hip-Hop Songs pendant deux semaines. Le 30 juin 1998, la chanson est certifiée disque d'or par la Recording Industry Association of America (RIAA) pour la vente de 500 000 exemplaires. Elle termine à la 43e position du classement annuel. Au Canada, I Get Lonely débute 92e le 23 mars 1998. Elle atteint la 18e position et reste seize semaines dans le hit-parade,. Ailleurs, la chanson ne rencontre aucun succès sauf en Nouvelle-Zélande où elle arrive sixième et le Royaume-Uni où elle débute en cinquième position,. La chanson atteint le top 50 en Australie, aux Pays-Bas, en Suède et en Suisse.

## Clip vidéo
- Réalisé par : Paul Hunter
- Sortie : mars 1998

I Get Lonely possède deux clips différents : un pour la chanson originale et un pour le BLACKstreet remix. La première version figure sur le DVD From janet. to Damita Jo: The Videos.

## Interprétations scéniques
Jackson interprète I Get Lonely lors de sa tournée Velvet Rope Tour entre 1998 et 1999. Elle la réinterprète pour la seconde fois en 2008, lors du Rock Witchu Tour. En 1998, Jackson a interprété cette chanson dans le cadre du Rosie O'Donnell Show, des TMF Awards et des Soul Train Awards.

## Supports
| U.S. CD single 1. I Get Lonely (TNT Remix featuring BLACKstreet) – 5:13 2. I Get Lonely (TNT Bonus Beat Remix featuring BLACKstreet) – 5:18 3. I Get Lonely (Jason Vs. Janet - The Club Remix) – 8:09 4. I Get Lonely (Jam & Lewis Feel My Bass Mix) – 5:15 5. I Get Lonely (Album Version) – 5:17 U.S. CD maxi single 1. I Get Lonely (TNT Remix Edit featuring BLACKstreet) – 4:16 2. I Get Lonely (LP Edit) – 4:03 3. I Get Lonely (Jam & Lewis Feel My Bass Mix - Radio Edit) – 5:15 UK CD maxi single 1. I Get Lonely (TNT Remix Edit featuring BLACKstreet) – 4:17 2. I Get Lonely (Extended Street Remix) – 5:13 3. I Get Lonely (Jam & Lewis Feel My Bass Mix) – 5:15 4. I Get Lonely (Jason Vs. Janet - The Remix Sessions Part 2) – 8:39 5. I Get Lonely (LP Edit) – 4:03 Australian CD single 1. I Get Lonely (TNT Remix Edit featuring BLACKstreet) – 4:16 2. I Get Lonely (Extended Street Remix) – 5:13 3. I Get Lonely (Jam & Lewis Feel My Bass Mix) – 5:15 4. I Get Lonely (Jason Vs. Janet - The Remix Sessions Part 2) – 8:39 5. I Get Lonely (LP Edit) – 4:03 6. Together Again (Tony Moran 7" Edit w/ Janet Vocal Intro) – 5:29 U.S. promo CD single 1. I Get Lonely (TNT Remix Edit featuring BLACKstreet) – 4:16 2. I Get Lonely (LP Edit) – 4:03 3. I Get Lonely (Janet Vs. Jason - The Club Remix - Radio Edit) – 3:13 4. I Get Lonely (Jam & Lewis Feel My Bass Mix - Radio Edit) – 4:02 5. I Get Lonely (Call Out Research Hook #1) – 0:14 6. I Get Lonely (Call Out Research Hook #2) – 0:11 | UK promo CD single 1. I Get Lonely (LP Edit) – 4:03 2. I Get Lonely (TNT Remix Edit featuring BLACKstreet) – 4:17 European 12" single A1. I Get Lonely (TNT Remix featuring BLACKstreet) – 5:13 A2. I Get Lonely (TNT Bonus Beat Remix featuring BLACKstreet) – 5:18 A3. I Get Lonely (Jam & Lewis Feel My Bass Mix) – 5:15 B1. I Get Lonely (Jason Vs. Janet - The Remix Sessions Part 2) – 8:39 B2. I Get Lonely (Jason's Special Sauce Dub) – 6:40 U.S. 12" single A1. I Get Lonely (Jason Vs. Janet - The Club Remix) – 8:10 A2. I Get Lonely (Jason's Special Sauce Dub) – 6:40 B1. I Get Lonely (TNT Remix featuring BLACKstreet) – 5:13 B2. I Get Lonely (Jam & Lewis Feel My Bass Mix) – 5:15 U.S. 12" promo single A1. I Get Lonely (Jason Vs. Janet - The Club Remix) – 8:09 A2. I Get Lonely (Jason Vs. Janet - The Remix Sessions Part 2) – 8:39 B1. I Get Lonely (Jason's Special Sauce Dub) – 6:40 B2. I Get Lonely (LP Version) – 5:17 U.S. double 12" promo single A1. I Get Lonely (Jason Vs. Janet - The Club Remix) - 8:10 A2. I Get Lonely (The Jason Nevins Radio Remix) - 3:13 B1. I Get Lonely (Jason's Special Sauce Dub) - 6:40 B2. I Get Lonely (LP Version) - 5:19 C1. I Get Lonely (TNT Remix featuring BLACKstreet) - 5:13 C2. I Get Lonely (TNT Bonus Beat Remix featuring BLACKstreet) - 5:18 D1. I Get Lonely (Jam & Lewis Feel My Bass Mix) - 5:15 D2. I Get Lonely (Jam & Lewis Feel My Bass Mix #2) - 5:33 |

## Crédits
Crédits issus de l'album The Velvet Rope.
- Auteur : Janet Jackson, Jimmy Jam et Terry Lewis, René Elizondo Jr.
- Producteur : Janet Jackson, Jimmy Jam et Terry Lewis
- Programmeur : Alex Richbourg
- Guitare : Mike Scott
- Claviers : James "Big Jim" Wright
- Arrangement : Janet Jackson, Jimmy Jam et Terry Lewis, James "Big Jim" Wright, Alex Richbourg
- Ingénieur : Steve Hodge, Xavier Smith
- Mixeur : Steve Hodge

## Classements et certifications

### Classement par pays
| Classement (1998)              | Meilleure position |
| ------------------------------ | ------------------ |
| Allemagne (Media Control AG)   | 75                 |
| Australie (ARIA)               | 21                 |
| Canada (RPM Singles Chart)     | 20                 |
| France (SNEP)                  | 72                 |
| Nouvelle-Zélande (RMNZ)        | 6                  |
| Pays-Bas (Nederlandse Top 40)  | 18                 |
| Pays-Bas (Single Top 100)      | 20                 |
| Royaume-Uni (UK Singles Chart) | 5                  |
| Suède (Sverigetopplistan)      | 50                 |
| Suisse (Schweizer Hitparade)   | 41                 |
| États-Unis (Hot 100)           | 3                  |
| États-Unis (R&B/Hip-Hop Songs) | 1                  |
| États-Unis (Pop Airplay)       | 29                 |

### Fin d'année
| Chart (1998)           | Position |
| ---------------------- | -------- |
| É.U. Billboard Hot 100 | 43       |

### Certifications
| Pays       | Certification |
| ---------- | ------------- |
| États-Unis | Or            |

## Compléments